# Joseph-Charles-Anthelme Cassaignolles
Joseph-Charles-Anthelme Cassaignolles (Vic-Fezensac, 15 mei 1806 - Parijs, 10 maart 1866) was een Frans generaal ten tijde van het Tweede Franse Keizerrijk.

## Biografie
Hij diende in de Franse verovering van Algerije van 1832 tot 1851. Hij trad als luitenant adjudant-majoor toe tot de eenheid van de spahis, die werd opgericht eind 1836 en die als doel had het neerslaan van rebellie tegen het Franse gezag. In 1940 werd hij kapitein. Tijdens de Slag van de Smala op 16 mei 1843 werd de smala van emir Abd al-Kader ingenomen. Op 14 augustus 1844 streed hij in de Slag bij Isly, nabij de Marokkaanse grens.
Op 25 februari 1854 werd Cassaignolles aangesteld om deel te nemen aan de Krimoorlog, zij het dat hij er niet persoonlijk zou deelnemen aan de gevechten. Na 1856 keerde hij terug naar Frankrijk.
Vanaf mei 1859 diende Cassaignolles in de Tweede Italiaanse Onafhankelijkheidsoorlog. Hij nam deel aan de Slag bij Magenta en de Slag bij Solferino. Op 27 juni 1859 werd hij benoemd tot generaal.
Vanwege gezondheidsredenen zag Cassaignolles zich genoodzaakt zich in januari 1866 terug te trekken uit zijn militaire functies. Hij overleed twee maanden later.

## Onderscheidingen
- Grootofficier in het Legioen van Eer
- Orde van Sint-Mauritius en Sint-Lazarus
- Derde klasse in de Orde van Mejidie
- Ridder in de Orde van het Bad